# Berlinghiero Berlinghieri

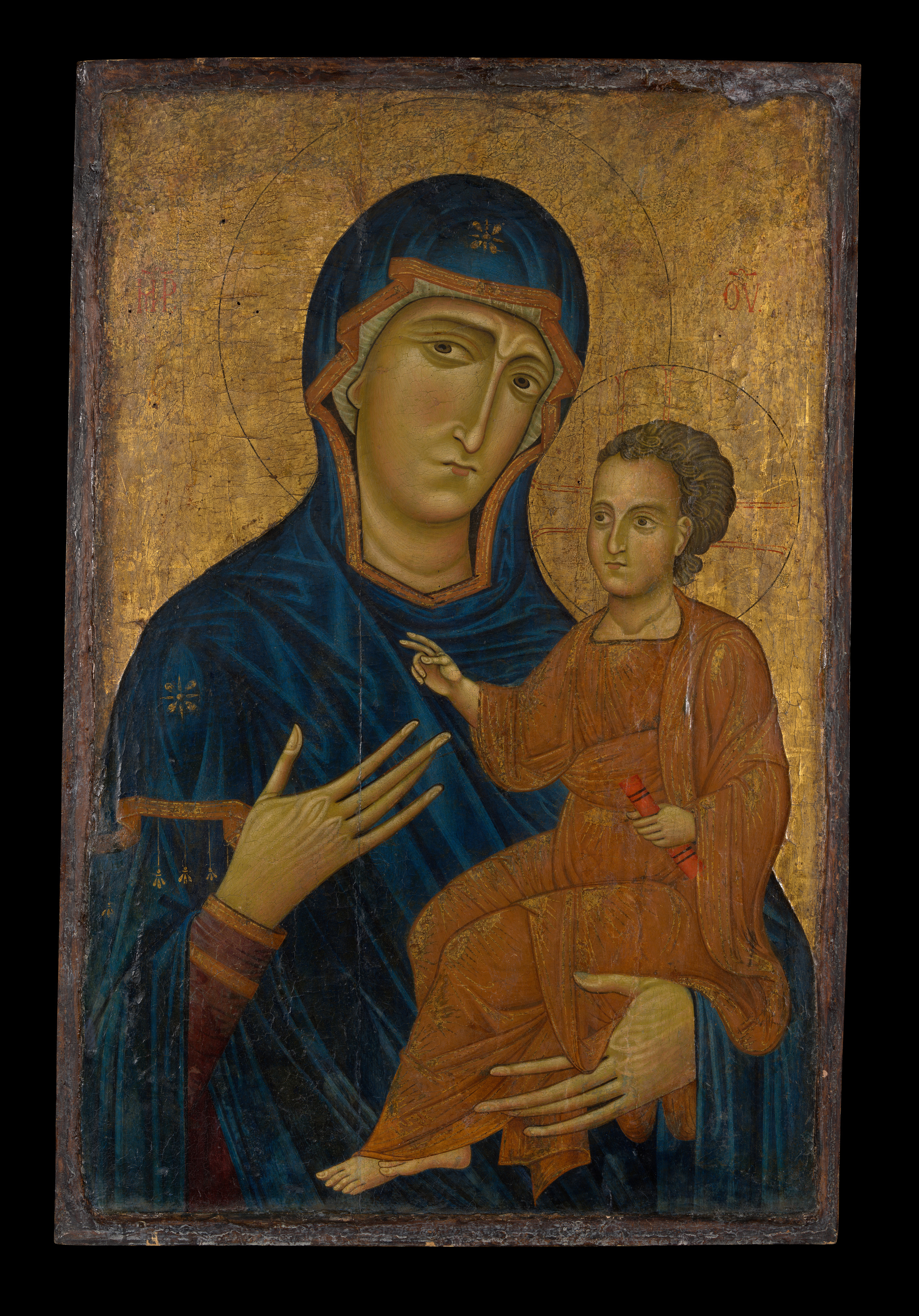
Odhigitria

Berlinghiero Berlinghieri (n. en Volterra en el siglo XII – f. antes de 1236) fue un pintor italiano. Trabajó principalmente en Lucca, entre 1228 y 1232. Sus pinturas son emblemáticas de como en la primera mitad del siglo XIII la pintura de la toscana estaba todavía ligada a la escuela bizantina, a diferencia de las obras de escultura y arquitectura, ya influenciadas por modelos góticos transalpinos y de la época románica clásica. Su obra fue sin embargo uno de los primeros pasos en la transición entre el arte bizantino y el arte occidental.

## Vida y obra
Hijo de Malanese, se formó probablemente en Volterra, donde se piensa que nació. Sabemos, por un documento de 1228 que el pintor, con sus hijos Bonaventura, Barone y otros ciudadanos de Lucca juraban por la paz don las tropas de Pisa.
Su primera obra conocida es el "Crucifijo" pintura del "Museo Nazionale di Villa Guinigi" de Lucca, el cual se remite al arte bizantino en el tipo de las figuras y en el precioso esmalte cromático. La pose es todavía la del Christus triunphans, estático y sin dramaticidad.
El segundo "Crucifijo" puede ser fechado entre el 1230 y 1235, previene este la Abadía de San Salvador en Fucecchio, actualmente es conservado en el Museo de San Mateo en Pisa. En este "Crucifijo", por influencia de Giunta Pisano, se acentuó la expresividad de las figuras.
Al maestro se le atribuyen también dos vírgenes, la Madonna col Bambino conservada en el Museo Metropolitano de Arte de New York, también llamada Madonna Strauss, y la otra en el Duomo de Pisa, proveniente da Camaiore.